# Hombre Gigante (cómic)
Hombre Gigante (en inglés: Giant-Man) es el alias utilizado por una serie de personajes en Marvel Comics.

## Historia editorial
Hank Pym, el primer Hombre Gigante, con la Avispa, apareció en muchas historias de superhéroes publicados en la serie Tales to Astonish y más tarde, The Avengers.
Bill Foster más tarde se convirtió en el nuevo Hombre Gigante y el Goliat Negro.
En The Astonishing Ant-Man # 4, Raz Malhotra debutó como el tercer Hombre Gigante y luego se convirtió en uno de los personajes secundarios de la serie regular, uniéndose a Ant-Man Security Solutions de Scott Lang.

## Biografía del personaje ficticio

### Hank Pym
Hank Pym era el personaje original llamado Hombre Gigante. Usó esa identidad de superhéroe después de unirse a los Vengadores con Avispa, Iron Man, Thor y Hulk. También ha usado otros alias como Hombre Hormiga, Goliat, Yellowjacket y Avispa.
Como Goliath, Hank Pym lideró a los Vengadores después de que el Capitán América dejara el equipo. Se casó con su novia, Janet Van Dyne, también conocida como la maravillosa Avispa, y también creó la inteligencia artificial más conocida como Ultron.
Como Hombre Gigante, Pym luchó contra villanos como Human Top y Egghead, y muchos años después, se unió a los Vengadores Secretos, Vengadores AI y la Academia Vengadores. También ayudó a Avispa a escapar del Microverso después del conflicto «Avengers vs X-Men». Hombre Hormiga también ayudó a Matt Murdock y a su amigo Foggy Nelson en muchas ocasiones, y luchó contra su enemigo Ultron durante el evento Rage of Ultron.
Después de morir aparentemente durante la batalla final, Pym sorprendió a todos cuando regresó como una amalgama de circuitos de carne y Ultron y se encontró con Uncanny Avengers, y luego se unió al equipo en su nueva forma cibernética como Ultron. Sin embargo, el grupo no confió completamente en él y llamó a Avispa para pedir ayuda. Después de que los temores de los Vengadores demostraron ser ciertos y Pym se transformó completamente en Ultron y luchó contra la División de Unidad, destruyendo la armadura Hulkbuster de Iron Man en el proceso, la Visión se vio obligada a ayudar al equipo a destruir a su 'padre'. Sin embargo, más tarde se supo que Ultrón aún estaba vivo.

### Bill Foster
Bill Foster fue el sucesor de Hank Pym, quien originalmente recibió el nombre de Goliat Negro.

### Criti Noll
El Skrull Criti Noll utilizó las habilidades de Hank Pym / Giant-Man durante la historia de Secret Invasion.

### Raz Malhotra
Raz Malhotra es un técnico en computación cuyo antiguo estudio de campo fue en inteligencia artificial en el momento en que Hank Pym comenzó a librar al mundo de ellos. Muchas empresas cerraron sus IA antes de que Raz pudiera graduarse. Comenzó a trabajar en una empresa de soporte técnico llamada Techbusters en San Francisco. Al volver a allanar después de su aparente muerte, Egghead lea la deserción de Raz titulada «Avances en los paradigmas morales para la inteligencia artificial». Egghead decidió atraerlo a su guarida bajo la apariencia de querer apoyo para su libro Mac. Cuando Raz Malhotra llegó a la base de Egghead, Egghead reveló sus verdaderas intenciones de querer que Malhotra usara su conocimiento para encender duplicados artificiales de los Vengadores llamados los AIV que le había robado a Hank Pym. Malhotra repudió las malvadas intenciones de Egghead, forzando al villano a usar un dispositivo de anulación neuronal para controlarlo. Los planes de Egghead atrajeron la atención de Hank Pym y Scott Lang. Cuando Raz se libera de la anulación de los nervios, apaga los Vengadores AI cuando Hank Pym noquea a Egghead. Algunos meses más tarde, después de que Hank Pym aparentemente perece en la lucha contra Ultron, Hank Pym le dejó uno de sus laboratorios a Scott Lang, quien le envió un regalo a Raz en la forma uno de los uniformes del Hombre Gigante. También se reveló que Raz tiene novio.
Raz decide usar el traje de Gigante para luchar contra Unicornio, pero queda atrapado en el Puente Golden Gate durante el conflicto.
Scott Lang más tarde se reunió con Raz y lo llevó a enfrentarse a Power Broker en su promoción pública de la aplicación Hench 2.0. Terminaron entrando en conflicto con una Blacklash femenina contratada por Power Broker para proteger el evento. Debido a la inexperiencia de Raz en la lucha contra el crimen, Blacklash escapó. Luego del incidente, Scott Lang le ofreció a Raz una oferta para que viniera con él a Florida para que lo entrenaran mientras observaba el laboratorio de Hank Pym allí. Raz aceptó la oferta.
Durante la historia de Civil War II, Ulysses Cain recibió una visión que alertó a Blue Marvel sobre el noveno intento de manifestación de Infinaut que le permitió a él, Giant-Man y los Ultimates trabajar en un acelerador de partículas Pym que terminó anclando a Infinaut y reduciéndolo a tamaño humano.
Durante la historia del Imperio Secreto, Raz Malhotra en su atuendo de hombre gigante aparece como parte de la resistencia clandestina contra Hydra después de que han tomado el control de los Estados Unidos. Cuando los agentes de Hydra amenazaron a sus padres y hermanas Preeti y Swapna, Raz Malhotra se convierte en Giant-Man, donde derrota a los agentes de Hydra y lleva a su familia al subterráneo. Sus compañeros de familia desconocen que Raz es un Gigante.

### Scott Lang
Scott Lang es la segunda versión principal de Giant-Man dentro del universo Ultimate Marvel.

### Giant-Men
En el universo de Ultimate Marvel, hay un grupo de personajes llamados Giant-Men que obtuvieron poderes de cambio de tamaño de una versión modificada de la tecnología que le dio a Hank Pym sus poderes y monos especiales que pueden crecer con ellos. Los Gigantes son parte de las Reservas de S.H.I.E.L.D. y están compuestos por Hombres Gigantes (como David Scotty y Peter) y algunos hombres gigantes y mujeres gigantes sin nombre.
Los hombres gigantes y los hombres con cohetes se unen a Nick Fury, Quicksilver y Bruja Escarlata para luchar contra los Libertadores.
Durante la historia del Ultimátum, se vio a los Hombres Gigantes salvando a tantas personas como pudieron luego de que Magneto causara un maremoto que golpeó a Manhattan.
Los Gigantes llevan a los Ultimates lejos de las fuerzas de Loki.
Los Gigantes atacan más tarde los Ultimates y los derrotan fácilmente.

## En otros medios

### Televisión
- La encarnación de Hank Pym de Giant-Man aparece en The Marvel Super Heroes, con la voz de Tom Harvey.[20]
- La encarnación de Hank Pym de Giant-Man aparece en The Avengers: United They Stand, con la voz de Rod Wilson.
- La encarnación de Hank Pym de Giant-Man aparece en The Avengers: Earth's Mightiest Heroes,[21][22][23][24] con la voz de Wally Wingert.
- La encarnación de Hank Pym de Giant-Man aparece en Marvel Disk Wars: The Avengers, con la voz de Yasunori Masutani.

### Cine
- La encarnación de Hank Pym de Giant-Man aparece en la serie de películas Marvel Animated Features con la voz de Nolan North.[25]
  - La encarnación de Ultimate Marvel de Hank Pym aparece en Ultimate Avengers y Ultimate Avengers 2 como miembro principal del equipo.
  - Hank Pym hace una aparición sin hablar en Next Avengers: Heroes of Tomorrow.

### Universo cinematográfico de Marvel
- Scott Lang (interpretado por Paul Rudd) sirve como el equivalente de Giant-Man en el Universo cinematográfico de Marvel; con varias entrevistas con los directores Anthony y Joe Russo, el director de Marvel Studios, Kevin Feige, y el director de Ant-Man, Peyton Reed, que lo confirman.[26][27][28][29][30]
  - En Capitán América: Civil War (2016), Lang crece en tamaño durante una batalla contra la facción de los Vengadores de Iron Man, lo que permite que el Capitán América y Bucky Barnes escapen.
  - En Ant-Man and the Wasp (2018), Lang crece mientras persigue a la pandilla de Sonny Burch, pero se fatiga después de permanecer gigante durante demasiado tiempo.
  - En Avengers: Endgame (2019), Lang se agranda para escapar de las ruinas del complejo de los Vengadores y luego se une a ellos en su batalla final contra Thanos.
  - En el clímax de Ant-Man and the Wasp: Quantumania (2023), Lang se convierte en Giant-Man en el Reino Cuántico para destruir las fuerzas de Kang.
- Una versión no identificada de Giant-Man aparece en Deadpool & Wolverine (2024) como un cadáver que se utiliza como guarida de Cassandra Nova.[31]

### Videojuegos
- La encarnación de Hank Pym de Giant-Man aparece como un personaje asistente en Avengers in Galactic Storm.
- La encarnación de Hank Pym de Giant-Man aparece como un personaje jugable en Marvel Super Hero Squad Online.
- La encarnación de Hank Pym de Giant-Man aparece como un personaje jugable en Marvel Future Fight.
- La encarnación de Hank Pym de Giant-Man aparece como un personaje jugable en Lego Marvel Super Heroes 2, con la voz de Dar Dash. Además, Raz Malhotra aparece como DLC.[32]